# Onthophagus pyramidalis
Onthophagus pyramidalis là một loài bọ cánh cứng trong họ Bọ hung (Scarabaeidae).